# Conseil des barreaux européens
Le Conseil des barreaux européens (CCBE) est une association sans but lucratif de barreaux de 46 pays d’Europe, représentant environ un million d'avocats dans leurs relations avec des organisations internationales, notamment les institutions de l'Union européenne.

## Historique
Le CCBE est créé en septembre 1960 lors d'un congrès de l'Union internationale des avocats à Bâle en Suisse pour représenter les intérêts des avocats devant la Communauté économique européenne et sera concrétisé en décembre 1960 pour devenir autonome en 1966.
Il fut consulté en 1977 par la Commission européenne pour l’élaboration d'une directive qui permet aux avocats de fournir des services temporaire dans un État membre autre que leur État d'origine. Le CCBE est reconnu officiellement en 1979 comme représentant des intérêts de la profession d'avocat en Europe et établit une délégation permanente auprès de la Cour de justice. 
En 1998, après de longues discussions au sein du CCBE, une seconde directive spécifique à la profession d'avocat fut adoptée par les institutions communautaires qui permet aux avocats européens de s'établir dans un autre État membre s'ils sont inscrits et réglementés par le barreau local d'accueil. 
Actuellement, ce conseil est régulièrement consulté par la Commission et le Parlement européen, Cour européenne de justice et la Cour européenne des droits de l'homme.

## Membres
Tous les barreaux nationaux des 30 États de l'Espace économique européen ainsi que celui de la Suisse sont membres effectifs du CCBE. Outre ces membres effectifs, les barreaux des pays en négociations officielles pour leur adhésion à l’Union européenne ont la qualité de membres « associés » ou « observateurs » ou pour les autres pays du Conseil de l’Europe. Ces membres ont l'obligation d'adhérer à ses statuts et sont incités à adopter son Code de déontologie.

## Objet
Les objectifs de ce conseil, définis par lui-même, sont de représenter les barreaux membres, au plan européen et international et d'avoir un rôle consultatif et intermédiaire entre ses membres et les institutions de l’Union européenne et de l’Espace économique européen dans le cadre du respect de l’État de droit et des libertés fondamentales. Dans le cadre de ce dernier, il formule des propositions sur la déontologie, la concurrence, la libre circulation, la formation des avocats et sur le commerce international des services juridiques et des droits de l'homme. Le CCBE représente également ses membres dans leurs relations avec d'autres organisations d'avocats dans le monde, dans le cadre de questions d'intérêt commun à la profession d'avocat et les droits de la défense.